# Alfredo Vannotti
Alfredo Vannotti  (* 11. August 1907 in Luino; † 27. August 2002 in Walkringen) war ein Schweizer Mediziner.

## Leben
Vannotti war der Sohn von Ernesto Vannotti aus Bedigliora, einem Ingenieur und Industriellen. Er studierte Medizin in Mailand und Zürich, wo er 1932 promoviert wurde (Ergebnisse der Kapillaroskopie bei den Hypertensionen). Danach bildete er sich in Wien, Paris und Bern fort. 1937 wurde er außerordentlicher und 1944 ordentlicher Professor für innere Medizin in Lausanne. 1972 ging er in den Ruhestand. 1935 wurde er Direktor der medizinischen Poliklinik und 1950 des Nestlé Spitals, was er bis 1972 blieb. 1947 wurde er Direktor der Abteilung experimentelle Forschung am Westschweizer Anti-Krebs-Zentrum.
Er befasste sich mit Endokrinologie, Stoffwechsel und Stoffwechselkrankheiten sowie klinischer Biochemie.
1936 erhielt er den Marcel-Benoist-Preis für Forschungen über Porphyrine und Porphyrie.
Er war Ehrendoktor der Universitäten Aix-Marseille und Krakau. 1949 bis 1956 war er Mitglied des Internationalen Komitees des Roten Kreuzes.
Er war Bürger von Bedigliora.

## Schriften
- Porphyrine und Porphyrinkrankheiten, Springer 1937
- Der Eisenstoffwechsel und seine klinische Bedeutung, Basel 1942 (auch ins Englische übersetzt, London 1949)
- Étude de la fonction thyroidienne avec l'iode radioactif, Basel 1957
- Clinique et physiopathologie médicales, Huber 1973